# 大陸政策
大陸政策（たいりくせいさく）は、明治維新から第二次世界大戦まで日本がとっていた戦略である。この政策の主な目標は、朝鮮半島や中国など日本の周辺にある国と地域を征服し、アジアを支配するということである。1887年、参謀本部第二局長の小川又次がまとめた清国征討策案は大陸政策の表現である。その他には、陸軍の桂太郎の「闘清策案」と山縣有朋の「軍事意見書」、海軍の桜井規矩之左右の「征清方策」と磯辺包義の「対策」と佐々木広勝の「対策」もある。